# Haustor
Haustor — югославський рок-гурт з Загреба, СР Хорватія. Незважаючи на певну розмірність у випуску нового матеріалу, гурт став одним з ключових колективів так званого Novi val-руху на Югославській музичній сцені 80-х років.

## Історія
Основа групи складалась з гітариста Дарко Рундека (Darko Rundek) та басиста Срджан Сахера (Srđan Sacher). Вони познайомились у 1977 році.
Через більше ніж два роки, вони, разом з гітаристом Озреном Штігличем (Ozren Štiglić) та барабанщиком Борісом Лайнером (Boris Leiner) створили гурт, який називався «Haustor». Озрен та Боріс на той час були учасниками іншого загребського гурту «AZRA». Протягом 1980 до гурту долучились клавішник Зоран Вулетич (Zoran Vuletić) та духова секція. Стилю гурту було притаманне поєднання ямайських та латиноамериканських ритмів, на виході утворювався доволі екзотичний, ні на що не схожий музичний коктейль.
Дебютний однойменний альбом вийшов у 1981 році. Всі пісні були написані Рундеком та Сачером. Пісня «Moja prva ljubav» (Моя перша любов), яка була виконана у стилі реггі, стала хітом, і вона як і раніше, залишається популярною у країнах колишнього Югославії.
Після паузи, яка була викликана призивом учасників колективу до Югославської народної армії, їхній другий альбом, названий «Treći svijet» (Третій світ), був випущений в 1984 році. Незабаром після цього, Сачер залишив стан групи, відтепер Руднек став єдиним композитором та автором текстів колективу.
Гурт встиг випустити ще два альбоми, «Bolero» (1985) і «Tajni grad» (1988), до того як він припинив своє існування у 1990 році. Знову колектив зібрався у середині 90-х років — вони відіграли низку концертів і після цього остаточно розійшлись.

## Дискографія
- Haustor - 1981
- Treći svijet - 1984
- Bolero - 1985
- Tajni grad - 1988
- Ulje je na vodi - 1995 - Концертні записи 1982 року